# Епархия Тубарана
Епархия Тубарана (лат. Dioecesis Tubaraoënsis) — епархия Римско-Католической церкви с центром в городе Тубаран, Бразилия. Епархия Тубарана входит в митрополию Флорианополиса. Кафедральным собором епархии Тубарана является церковь Пресвятой Девы Марии.  

## История
28 декабря 1954 года Римский папа Пий XII издал буллу «Viget ubique», которой учредил епархию Тубарана, выделив её из apxиепархии Флорианополиса.
27 мартя 1998 года епархия Тубарана передала часть своей территории в пользу возведения новой епархии Крисиумы.

## Ординарии епархии
- епископ Anselmo Pietrulla (1955—1981);
- епископ Osório Bebber (1981—1992);
- епископ Hilário Moser (1992—2004);
- епископ Jacinto Bergmann (2004—2009);
- епископ Wilson Tadeu Jönck (26.05.2010 — 28.09.2011) — назначен архиепископом Флорианополиса;
- епископ João Francisco Salm (26.09.2012 — по настоящее время).

## Источник
- Annuario Pontificio, Ватикан, 2007
- Булла Viget ubique, AAS 47 (1955), p. 260  (лат.)